# Леотихид II
Леотихид II (др.-греч. Λεωτυχίδης) — спартанский царь из рода Эврипонтидов, правивший в 491—476 годах до н. э.

## Биография
Согласно Геродоту, в 491 году до н. э. Леотихид II стал царём благодаря интригам Клеомена I. Поссорившись с Демаратом, Клеомен убедил Леотихида обвинить последнего в том, что тот не был сыном царя Аристона и, соответственно, не имел права занимать царский престол. Леотихид под клятвой заявил, что Аристон, получив в своё время известие о рождении сына, высчитал, что ребёнок не его.
У Леотихида, кроме желания стать царём, был и другой мотив. Он был заклятым врагом Демарата, поскольку до того тот расстроил его брак.
Среди спартанцев возникли разногласия. В «Истории» Геродота сообщается, что вопрос был передан Дельфийскому оракулу. Подкупленная Клеоменом I пифия подтвердила утверждение Леотихида. Впоследствии обман был раскрыт и пифия лишена своего сана.
Во время Греко-персидских войн Леотихид II был назначен руководителем греческого флота. Совместно с Ксантиппом он в 479 году до н. э. одержал знаменитую победу при Микале.
Леотихид II закончил своё правление с позором, будучи во время похода в Фессалию подкуплен врагом. После разоблачения и вынужденного бегства в 476 году до н. э. он поселился в Тегее. Здесь Леотихид и умер в 469 году до н. э.